# المنجارة (المضاربة والعارة)

تعديل مصدري - تعديل

المنجارة هي إحدى قرى عزلة المضاربة بمديرية المضاربة والعارة التابعة لمحافظة لحج، بلغ تعداد سكانها 68 نسمة حسب تعداد اليمن لعام 2004.